# Fiat Nuova Panda
Fiat Nuova Panda ou Fiat Panda II é um carro de porte mini desenvolvido pela montadora italiana Fiat fabricado desde 2003 em sua fábrica situada em Tychy, Polônia.
A segunda geração do Fiat Panda foi produzido pela montadora Fiat de Turim a partir de 2003 como um sucessor para o primeiro conjunto da série Panda lançado em 1980. Comparado com o antecessor, o novo modelo abandona a carroceria compacta de três portas para adotar esquema de monovolume de cinco portas.